# Адам Броуді
А́дам Джа́ред Бро́ді (англ. Adam Jared Brody; нар. 15 грудня 1979, Сан-Дієго, Каліфорнія, США) — американський актор, сценарист, музикант і продюсер. Відомий своєю роллю Сета Коена у телесеріалі «Чужа сім'я».  Знявся у таких фільмах як «Містер і місіс» Сміт (2005), «Дякую вам за куріння» (2005), «В країні жінок» (2007), «Тіло Дженніфер» (2009), «Парочка копів» (2010), «Крик 4» (2011), «Лавлейс» (2013), «Шазам!» (2019), «Гра в хованки» (2019), «Юний детектив» (2020) та ін.

## Біографія
Народився 15 грудня 1979 року в Сан-Дієго, Каліфорнія в єврейській родині. Його батьки родом з Детройта, Мічиган. У нього є молодші брати-близнюки Шон та Метью (1985 р.н.). Броді відвідував Вангенхаймську середню школу та середню школу ранчо Скриппс, отримуючи за його словами «погані оцінки». Він виріс у передмісті Сан-Дієго, де більшість часу займався серфінгом. Він говорив, що «фактично жив на пляжі».
Закінчивши школу, Адам довго переконував батьків відправити його до коледжу в Лос-Анджелес. Батьки, Марк Броді та Валері Зіфман, довго сумнівалися, проте нарешті здалися й відправили сина до Лос-Анджелеса. Броді навчався в громадському коледжі протягом одного року. У 19 років він кинув навчання і переїхав до Голлівуду, щоб стати актором. Згодом він найняв акторського тренера та підписав контракт із менеджером талантів й почав ходити на кастинги.
Після року навчання та прослуховувань, Броді отримав роль Барі Вільямса у телевізійному фільмі «Growing Up Brady» (2000). Він також з'явився в канадському комедійному серіалі «Ковбасна фабрика». У 2001 році він зіграв другорядну роль у фільмі «Американський пиріг 2». Перша велика роль Броді в телевізійному серіалі відбулася у 2002 році, коли його взяли у комедійний драматичний серіал «Дівчата Гілмор».

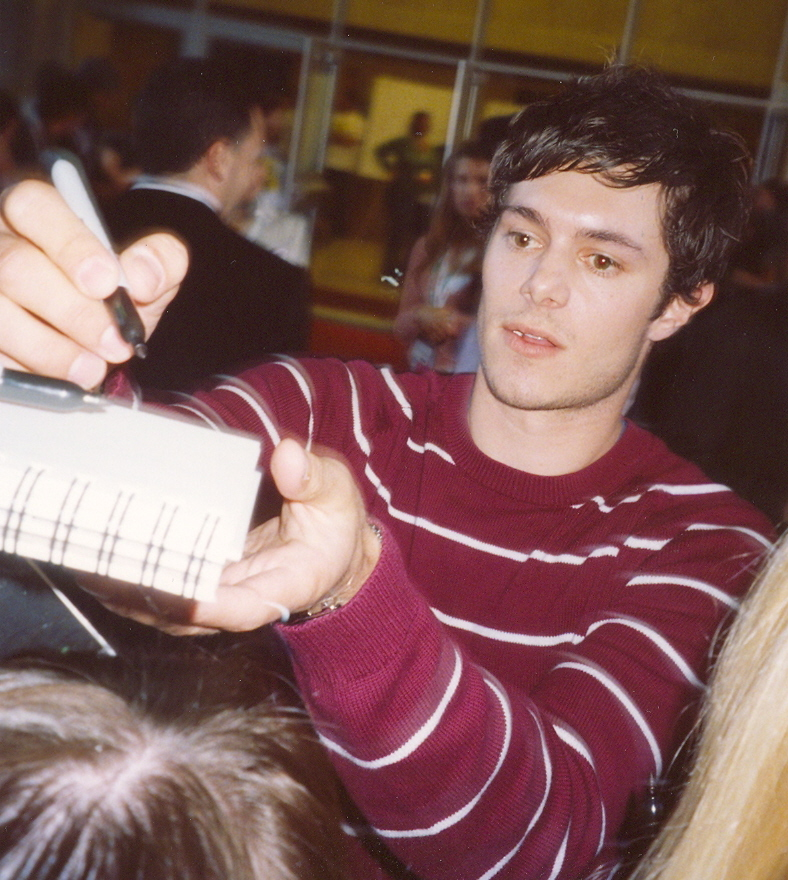
Броді на Міжнародному кінофестивалі в Торонто 2005 року

У 2003 році він з'явився у фільмі «Скейтбордисти». Того ж року Броді був обраний на роль Сета Коена в підлітковому драматичному серіалі «Чужа сім'я». Відомо, що Броді вигадував на ходу деякі комедійні репліки персонажа. Роль перетворила його на кумира підлітків, «Лос-Анжелес Таймс» описували його як «найсексуальнішого гіка на ТБ». Невдовзі Броді став першим чоловіком, який з'явився на обкладинці Elle Girl.
Головною подією у своєму творчому житті актор вважає зустріч із режисером Даг Лайман (знімався в його серіалі «Чужа сім'я» та фільмах «Swingers» і «Містер і місіс Сміт»).
Окрім акторства, Броді говорив, що він «пише сценарії та пісні у вільний час». У 2003 році він написав і зняв короткометражний фільм «Домашня безпека» (Home Security). На дозвіллі Броді грає на барабані в групі «Big Japan» (інді-рок), гуляє зі своїм собакою, на ім'я Пенні-Лейн і займається серфінгом.

## Особисте життя
Броді є світським євреєм і не вважає себе релігійною людиною. Мав церемонію бар-міцви, а в його родині було заведено святкувати Хануку. Є членом Демократичної партії США.
З 2003 до 2006 року зустрічався з партнеркою за серіалом «Чужа сім'я» Рейчел Білсон. 2008 року мав стосунки з Терезою Палмер, а у 2009 році — з Діанною Агрон.
У березні 2010 року Броді познайомився з актрисою Лейтон Містер під час зйомок фільму «Любовна халепа» у Вестчестері, Нью-Йорк. Вони заручилися в листопаді 2013 року, а одружилися на закритій церемонії 15 лютого 2014 року Їхня перша дитина, дочка, на ім'я Арло Дей Броді, народилася 4 серпня 2015 року в місті Віттіер, Каліфорнія . У 2020 році у подружжя народився син. У січні 2025 року їхній дім в Лос Анджелесі був знищений лісовою пожежею.

## Фільмографія
| Фільми    | Фільми                                                                  | Фільми               | Фільми |
| Рік       | Фільм                                                                   | Роль                 | Примітки |
| --------- | ----------------------------------------------------------------------- | -------------------- | --- |
| 2000      | Never Land                                                              | Jack                 | |
| 2000      | The Silencing                                                           | Karl                 | |
| 2000      | Roadside Assistance                                                     | Rusty                | |
| 2000      | Американський пиріг 2 / American Pie 2                                  | High School Guy      | |
| 2000      | According to Spencer                                                    | Tommy                | |
| 2002      | Дзвінок / The Ring                                                      | Kellen — Teen #3     | |
| 2003      | Home Security                                                           | Greg                 | |
| 2003      | Скейтбордисти / Grind                                                   | Дастін Найт          | |
| 2003      | Missing Brendan                                                         | Patrick Calden       | |
| 2005      | Містер і місіс Сміт / Mr. & Mrs. Smith                                  | Бенджмін Данц        | |
| 2006      | Дякую вам за паління / Thank You for Smoking                            | Джек                 | |
| 2007      | В країні жінок / In the Land of Women                                   | Картер Вебб          | |
| 2007      | Десять / The Ten                                                        | Стівен               | |
| 2007      | Smiley Face                                                             | Steve the Dealer     | |
| 2008      | Death in Love                                                           | Talent agent         | |
| 2009      | Тіло Дженніфер / Jennifer's Body                                        | Ніколай Вулф         | |
| 2010      | Парочка копів / Cop Out                                                 | Barry Mangold        | |
| 2011      | Шукаю друга на кінець світу / Seeking a Friend for the End of the World | Оуен                 | |
| 2011      | Крик 4 / Scream 4                                                       | Детектив Госс        | |
| 2011      | Different Kind of Love                                                  | Бен                  | |
| 2012      | Любовна халепа / The Oranges                                            | Тоббі Воллінг        | |
| 2012      | Лавлейс / Lovelace                                                      | Гаррі Рімс           | |
| 2013      | Ласкаво просимо в джунглі / Welcome to the Jungle                       | Кріс                 | |
| 2016      | Йогануті / Yoga Hosers                                                  | Ічабод               | |
| 2017      | Каліфорнійський дорожній патруль / CHiPs                                | Клей Аллен           | |
| 2019      | Гра в хованки / Ready or Not                                            | Даніель Ле Домас     | |
| Серіали   |                                                                         |                      | |
| Рік       | Назва                                                                   | Роль                 | Примітки |
| 1995      | Now What                                                                |                      | ТВ-Серіал |
| 1999      | The Amanda Show                                                         | Greg Brady           | В епізоді: «When Brady's Attack» |
| 2000      | Growing Up Brady                                                        | Barry Williams       | ТВ-Серіал |
| 2000      | City Guys                                                               | Customer #1          | Episode: «Makin' Up is Hard to Do» |
| 2000      | Undressed                                                               | Lucas                | У 3-му сезоні |
| 2000      | Суддя Емі \ Judging Amy                                                 | Баррі «Ромео» Ґілмор | В епізоді: «Romeo and Juliet Must Die — Well, Maybe Just Juliet» |
| 2000      | Go Fish                                                                 | Billy                | В епізоді: «Go Student Council» |
| 2000      | Family Law                                                              | Noel Johnson         | В епізоді: «My Brother's Keeper» |
| 2000-2001 | Once and Again                                                          | Coop                 | У 3-х епізодах |
| 2002      | Таємниці Смолвіля \ Smallville                                          | Джастін Гейнс        | В епізоді: «Crush» |
| 2000-2002 | The Sausage Factory                                                     | Zack Altman          | У 13-ти епізодах |
| 2002-2003 | Дівчата Гілмор \ Gilmore Girls                                          | Dave Rygalski        | У 9 епізодах 3-го сезону |
| 2001-2004 | Grounded for Life                                                       | Brian                | У 2-х епізодах |
| 2006      | The Loop                                                                | Keith                | В епизоді: «The Rusty Trombone» |
| 2003-2007 | Чужа сім'я \ The O.C.                                                   | Сет Коен             | У 92 епізодах Teen Choice Awards 2004 — TV Actor — Drama/Action Adventure Teen Choice Awards 2005 — TV Actor: Drama Teen Choice Awards — Choice TV Chemistry (Разом із: Рейчел Білсон) Teen Choice Awards 2006 — TV Choice Actor: Drama/Action Adventure Nominated — Teen Choice Awards — Choice Breakout TV Star Male |
| 2016—2018 | Стартап\|StartUp                                                        | Нік Талман           | Головна роль |
| 2020      | Місіс Америка                                                           | Марк Файген-Фасто    | Другорядна роль |
| 2024      | Ніхто цього не хоче                                                     | Ноа Роклов           | Головна роль |